# IC 4266
IC 4266 је лентикуларна галаксија у сазвјежђу Ловачки пси која се налази на листи објеката дубоког неба у Индекс каталогу.
Деклинација објекта је + 37° 36' 42" а ректасцензија 13h 29m 5,7s. Привидна величина (магнитуда) објекта IC 4266 износи 15,5 а фотографска магнитуда 16,5.